# ドクター・ヤングのアナルプラグ

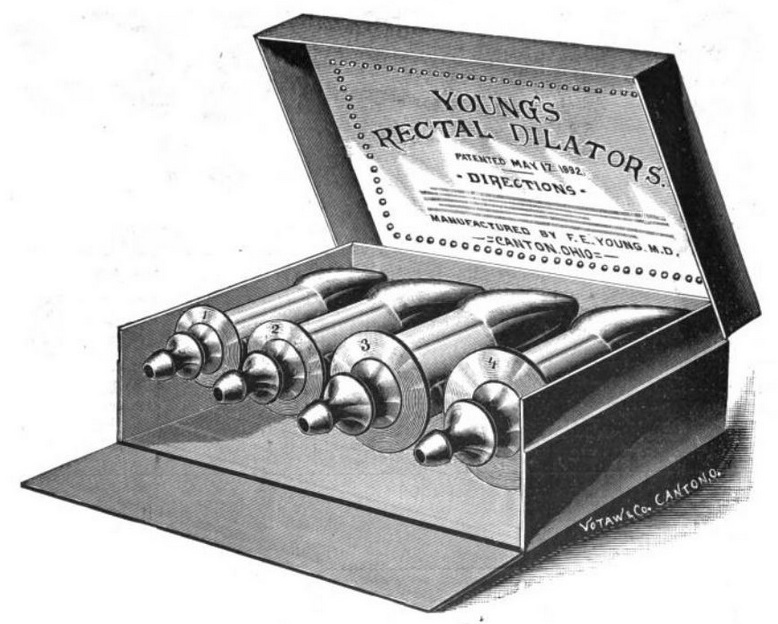
ニューウェイ、1893年9月。この広告によると、この道具は「ハンサムで永続的」だった。

ドクター・ヤングのアナルプラグ、ヤング博士の理想的な直腸拡張器（Dr. Young's Ideal Rectal Dilators）は、19世紀後半から1940年代までアメリカ合衆国で販売されていた医療機器である。
当時の特許医学の急成長市場の一部だった。 
これは硬質ゴムで出来た4種類の大きさのアナルプラグのセットとして販売されていた。0.5インチ、1インチ、3インチ、4インチの4種類がセットになっており 現代のアナルプラグと違いはない。 

## 初期の主張と批判

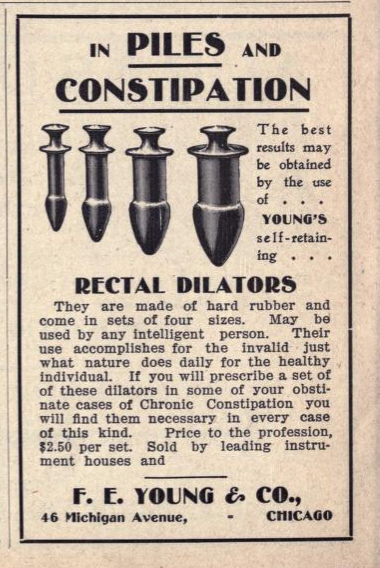
デトロイトメディカルジャーナル、1905年8月

1893年のメディカル・ニュース社説は、ヤング博士自身が編集者である別のジャーナルに書いていることを指摘し、直腸拡張を狂気の治療法として賞賛し、少なくとも世界中の手の付けられない変質者の4分の3を治療できると主張した 。メディカル・ニュースは尋ねました、では、なぜ、哀れみと優しさの名の下に、これらの男性はそれぞれ自分自身またはお互いに拡張器を使用しないのですか？私たちは、このすべての無能さが半病理学的根拠に基づいている可能性があり、リヒャルト・フォン・クラフト＝エビングが性的精神病質に関する彼の研究におけるソドミー倒錯に関して書くべき新しい章を持っているかもしれないことを非常に危惧している。
1905年の広告。シカゴのE.Young and Co.は「ヤングの自己保持型直腸拡張器を使用すると、最良の結果が得られる可能性がある」と約束した。医師は、「慢性便秘の頑固な症例のいくつかでこれらの拡張器のセットを処方する場合、この種のすべての症例でそれらが必要であることがわかります」とアドバイスされた。 「職業への」セットの価格は2.50ドル（ 85）。 
ヤングは、一部の患者がデバイスを見てパニックに陥ったことを認めた。 

## FDAによる否定

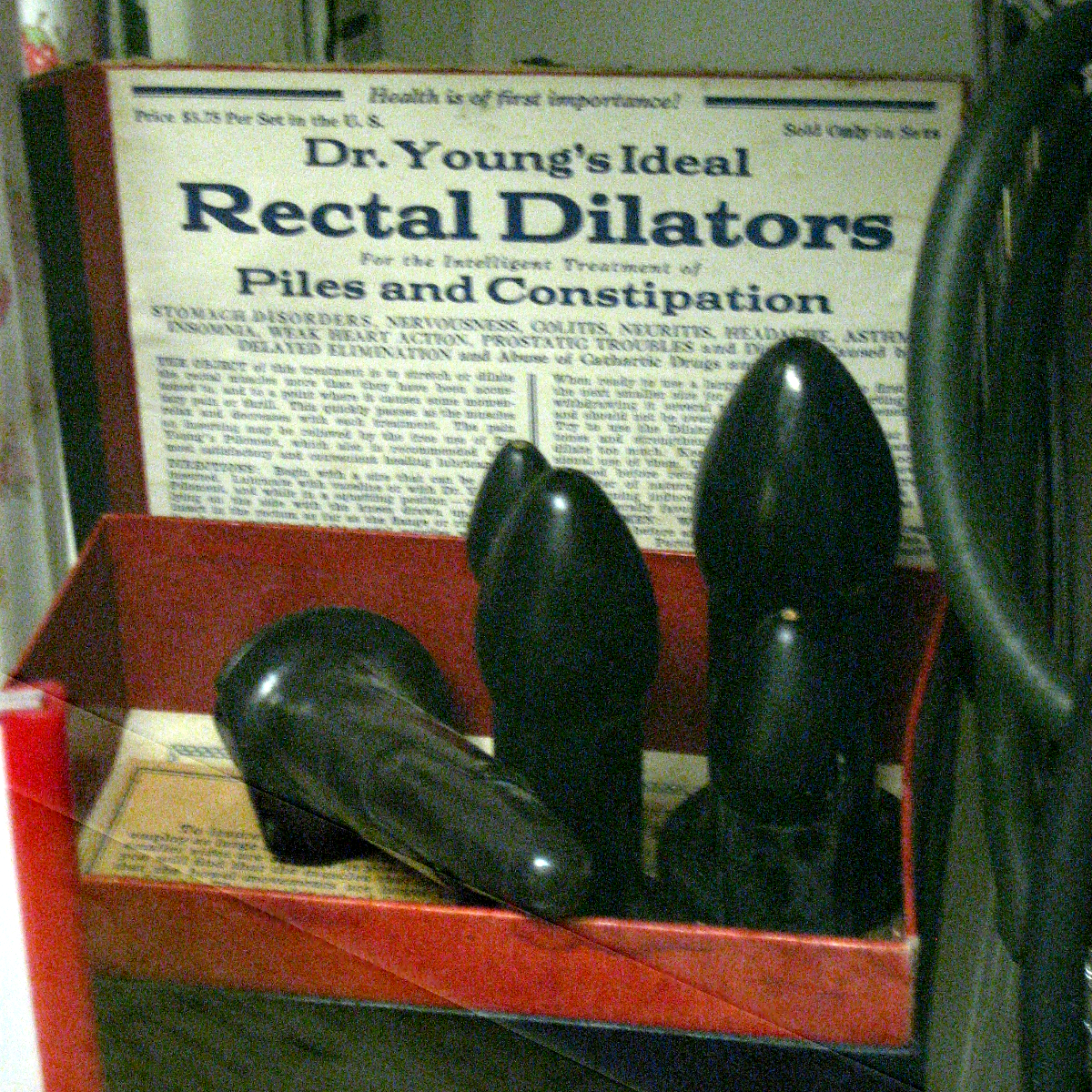
ヤング博士の理想的な直腸拡張器のセット

1940年、ニューヨーク州南部地区連邦検事は、直腸拡張器の出荷を違法な商品として押収しました。米国食品医薬品局のその後「U.S. v. 67 Sets、ヤング博士の直腸拡張器の67セットおよびヤング博士のパイロットの83パッケージ」と題された裁判所の命令書をだしました。製品のラベルには便秘を矯正したと書かれていました、よりさわやかな睡眠を促進し、安心でき口臭、口の中で悪趣味、黄ばんだ肌、にきび、貧血、倦怠感、精神的倦怠 、不眠、食欲不振、頭痛、下痢、痔、鼓腸、消化不良、緊張、神経過敏、冷たい四肢を、および他の多くの病気。指示は以下のように警告していた。「あなたの拡張器を使うことを怠らないでください予防措置として時々使用することをお勧めします。使いすぎる心配はありません」
デバイスは「ラベルに規定、推奨、または提案された頻度と期間で使用すると健康に有害である」と見なされ、出荷された製品は廃棄されるように命令された。 